# Hold On Tight (Samantha-Fox-Lied)
Hold On Tight ist ein Lied von Samantha Fox aus dem Jahr 1986, das von John David geschrieben wurde. Es erschien auf dem Album Touch Me.

## Geschichte
Nachdem das Lied im August 1986 als dritte Single ihres Debütalbums veröffentlicht wurde, erreichte das Lied, wie sein Vorgänger, nur mittlere Platzierungen in den Charts. Im Vereinigten Königreich erreichte das Lied Platz 26, in Deutschland Platz 31 und in der Schweiz Platz 24. In den Vereinigten Staaten und Österreich stieg das Lied nicht in die Charts ein.
Hold On Tight ist ein klassischer Rockabilly-Titel. In den späten 80er-Jahren gab es ein neues Interesse an der Retro-Popkultur der 50er, vor allem auch durch den Film Zurück in die Zukunft, denn nach dessen Veröffentlichung hatten vermehrt Rocksongs Erfolg in den Charts, mehr als noch in der ersten Hälfte des Jahrzehnts. Die im Lied verwendete E-Gitarre und der Backbeat haben einen starken Einfluss aus dem Rock-’n’-Roll-Sound der 50er.

## Musikvideo
Im Musikvideo wird auf die Rockabilly-Kultur Bezug genommen, es zeigt Samantha Fox als Bedienung in einem Diner, sie trägt einen Pferdeschwanz, bauchfreie Bluse, kurze enge Denim-Hotpants und Cowboystiefel. Zu Beginn bekommt Fox von dem Tellerwäscher eine Münze zugeworfen, sie wählt ihre Platte an dem Fernwähler der Seeburg Jukebox. Sie beginnt zu singen und serviert den Gästen tanzend ihr Menu. Fox verlässt sie das Restaurant um den Tanz mit einigen Jugendlichen, die ebenfalls Kleidung im Stil der 50er-Jahre gekleidet sind fortzuführen. Nachdem drei jungen Männer Fox mit einem Autoreifen aus dem Bild geworfen haben, erscheint die Sängerin in einem roten Fransen–Lederkleid wieder. Das Video endet, indem ein Auto vorfährt, dessen Fahrer Fox umarmt und küsst.